# Icelus
Icelus – rodzaj ryb skorpenokształtnych z rodziny głowaczowatych (Cottidae).

## Klasyfikacja
Gatunki zaliczane do tego rodzaju:
| - Icelus armatus - Icelus bicornis - dwurożek - Icelus canaliculatus - Icelus cataphractus - Icelus ecornis - Icelus euryops - Icelus gilberti - Icelus mandibularis - Icelus mororanis | - Icelus ochotensis - Icelus perminovi - Icelus rastrinoides - Icelus sekii - Icelus spatula - Icelus spiniger - Icelus stenosomus - Icelus toyamensis - Icelus uncinalis |

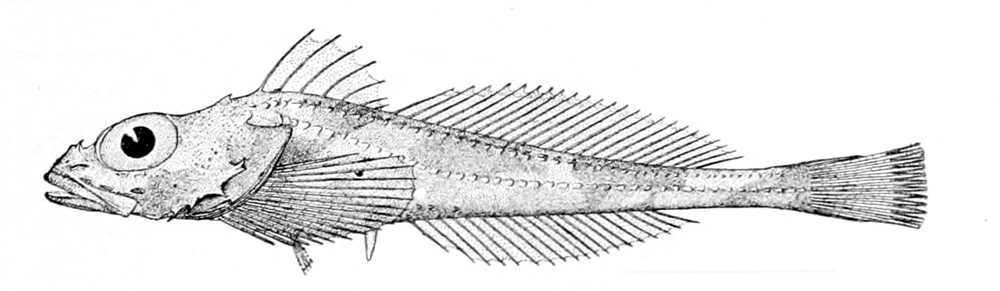
Icelus canaliculatus
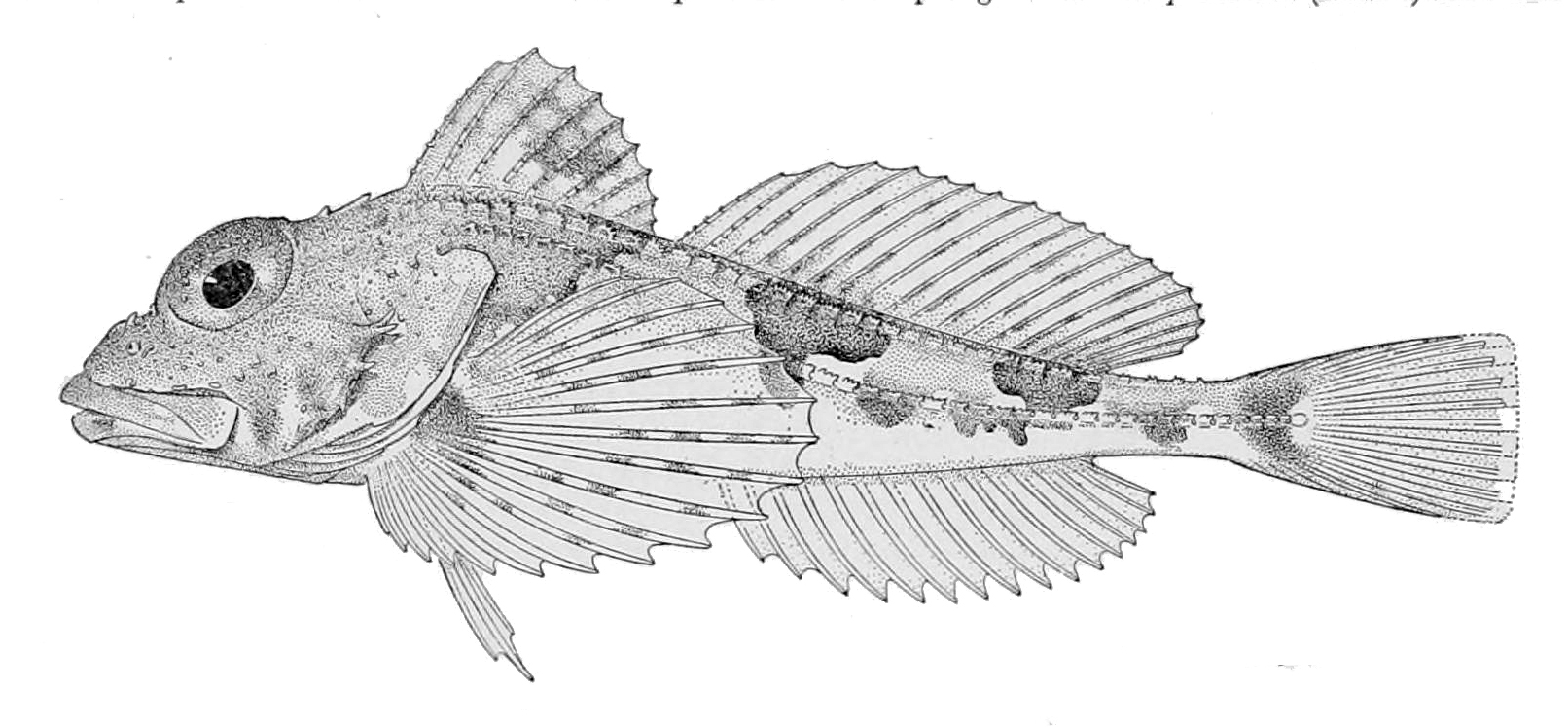
Icelus uncinalis